# Michael Moorer vs. George Foreman
Michael Moorer vs. George Foreman è stato un incontro di pugilato, disputatosi il 5 novembre 1994, presso l'arena MGM Grand Las Vegas, di Paradise, Nevada. Tra i due pugili c'erano diciotto anni di differenza. Vinto da Foreman per KO al 10º round, il match consentì a George Foreman di riconquistare il titolo mondiale dei pesi massimi a 45 anni e 299 giorni d'età, diventando così il più vecchio campione di sempre battendo di otto anni il precedente record di Jersey Joe Walcott; inoltre, Foreman divenne il primo pugile a riconquistare un titolo mondiale a vent'anni dalla perdita dello stesso.

## Contesto
Il 22 aprile 1994, Moorer sconfisse Evander Holyfield ai punti conquistando il titolo, che Holyfield aveva a sua volta riconquistato da Riddick Bowe nel match precedente. Foreman, a 45 anni, era tornato a combattere già da alcuni anni dopo un ritiro dal ring durato un decennio. Egli ebbe l'opportunità di sfidare per il titolo Holyfield nel 1991 ma era stato sconfitto. Inoltre, Foreman non aveva più combattuto sin da quando era stato battuto da Tommy Morrison per il titolo World Boxing Organization.
C'erano state alcune voci circa un possibile incontro di Moorer con il campione dei pesi massimi WBC Lennox Lewis in un match che avrebbe dovuto unificare i tre titoli maggiori, ma Moorer rifiutò l'idea, affermando che non aveva il desiderio di farlo. Quindi Foreman scelse di sfidare Moorer, appena laureatosi campione, e il suo status di leggenda della boxe, unita alla promessa di un cachet importante, portò Moorer ad accettare la sfida.
Tuttavia, il combattimento quasi non ebbe luogo. Foreman, che non combatteva da oltre un anno, non era inserito nel ranking WBA dei potenziali sfidanti. Anche se era presente nel ranking IBF, Foreman non era riconosciuto dalla WBA come pretendente al titolo, e la data del match fu cancellata il 10 agosto 1994 dopo che la WBA aveva minacciato di revocare il titolo a Moorer se avesse accettato la sfida di Foreman. Dieci giorni dopo, Foreman vinse una causa legale contro la WBA, e l'associazione fu costretta a riconoscere ufficialmente il match, che quindi poté svolgersi.

## Diffusione
Il match fu trasmesso dalla HBO negli Stati Uniti, come parte della serie HBO World Championship Boxing. Jim Lampley fornì il commento, con Larry Merchant in veste di analista tecnico e Harold Lederman come telecronista a bordo ring. All'epoca, Foreman era anche lui un analista tecnico per la HBO, insieme a Merchant, ma siccome doveva salire sul ring per combattere, fu sostituito per l'occasione da Gil Clancy.

## L'incontro
Foreman disse dopo il match che aveva dovuto esorcizzare il fantasma di "The Rumble in the Jungle", riferendosi al leggendario incontro di pugilato di vent'anni prima svoltosi a Kinshasa, Zaire (l'attuale Repubblica Democratica del Congo) dove Muhammad Ali lo aveva sconfitto per KO all'ottava ripresa strappandogli il titolo di campione del mondo dei pesi massimi. Non solo Foreman decise di indossare gli stessi calzoncini rossi che aveva la sera del combattimento con Ali, ma volle anche nel suo angolo Angelo Dundee, leggendario allenatore di Ali.
Per gran parte dell'incontro, Foreman ebbe difficoltà a tenere il passo del più giovane e veloce Moorer. Sebbene nei primi nove round, Moorer dominò il match, vincendone sette ai punti, Foreman restò saldo di fronte all'avversario incassando bene i colpi e piazzandone alcuni dei suoi. Foreman disse di aver cercato di "buttarla in rissa" così da sfruttare la propria forza, e l'allenatore di Moorer, Teddy Atlas, capì quello che Foreman aveva in mente. Ripetutamente, egli disse a Moorer di non scoprirsi troppo davanti a Foreman perché lui stava tentando di cogliere il momento giusto per perforare la sua guardia e mettere a segno un potente colpo da KO. Moorer, nel frattempo, aveva portato così tanti colpi al viso di Foreman da averlo ferito seriamente all'occhio sinistro, praticamente chiuso dal gonfiore. All'inizio del decimo round, Dundee disse allo stremato Foreman che doveva per forza buttare giù l'avversario con un colpo da KO se voleva vincere match e titolo.
La decima ripresa fu un momento cruciale nel combattimento. Moorer aveva rallentato il ritmo e aveva risentito di un colpo al corpo ricevuto all'inizio del round, e i colpi di Foreman iniziavano a farsi sentire. Il suo piano, come riferito a posteriori da Foreman, era di usare il jab e ganci occasionali al corpo per sfiancare Moorer e fargli abbassare la guardia. Un potente destro alla mascella del campione lo fece andare al tappeto. L'arbitro Joe Cortez iniziò il conteggio. Moorer, troppo stordito dal colpo e con il labbro sanguinante non sembrò in grado di rialzarsi per proseguire, e Cortez effettuò il conteggio di "10" decretando la vittoria di Foreman. Il nuovo campione mondiale si inginocchiò nel suo angolo in segno di ringraziamento verso il cielo.

### Arbitro e giudici
- Arbitro: Joe Cortez
- Giudice: Chuck Giampa
- Giudice: Jerry Roth
- Giudice: Duane Ford

## Conseguenze

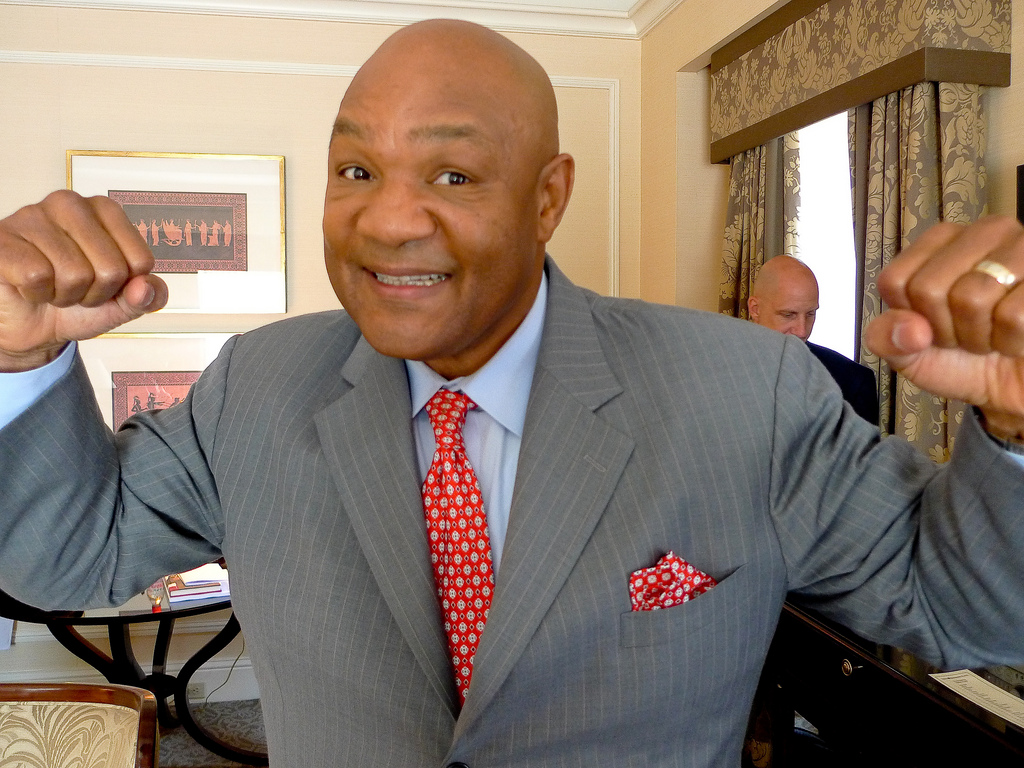
George Foreman nel 2009

A seguito della vittoria, Foreman sperò in un potenziale match con Mike Tyson, una volta che il pugile fosse uscito di prigione, tuttavia la WBA chiese che difendesse il titolo contro Tony Tucker, lo sfidante prefissato. Foreman non aveva voluto entrare a far parte della scuderia di Don King e Tucker era un pugile di King, così Foreman si rifiutò di affrontarlo, scegliendo invece come avversario il tedesco Axel Schulz per difendere il titolo IBF, e fu quindi privato della cintura di campione WBA dalla commissione. Dopo aver sconfitto in modo controverso Shultz ai punti, la IBF ordinò un rematch tra i due. Foreman si rifiutò nuovamente di difendere il titolo, volendo invece un rematch con Moorer o Holyfield, oppure un match con Riddick Bowe, e restituì la cintura IBF il 28 giugno 1995. Foreman continuò ad essere riconosciuto campione mondiale Lineare dei pesi massimi fino a quando venne sconfitto da Shannon Briggs, il 22 novembre 1997.
Dopo che Foreman era stato privato del titolo IBF, Schulz combatté contro Francois Botha con in palio il titolo vacante. Botha vinse il match, ma risultò positivo al controllo anti-doping e fu privato della cintura. Così, a Michael Moorer fu offerta un'altra opportunità di ridiventare campione sfidando Schulz. Moorer fu in grado di riconquistare la cintura IBF ai punti.
In seguito, George Foreman tornò alla sua vita di predicatore, scrittore, e speaker motivazionale a Houston. Due anni dopo il suo secondo ritiro dalla boxe, la Salton Inc. lo pagò 137 milioni di dollari per poter utilizzare la sua immagine per la George Foreman Grill, una linea di prodotti per il barbecue, e si stima che l'ex campione abbia guadagnato ulteriori 200 milioni grazie allo sponsor, che è più di quanto abbia guadagnato in tutta la sua carriera da pugile.